# Joseph-Rosalinde Rancher
Giuseppe Rosalindo Rancher, né le 20 juillet 1785 (alors comté de Nice du royaume de Sardaigne) et mort le 11 juillet 1843 à Nice (alors division de Nice du même royaume), est un écrivain niçois de langue d'oc ayant écrit en niçois.

## Biographie

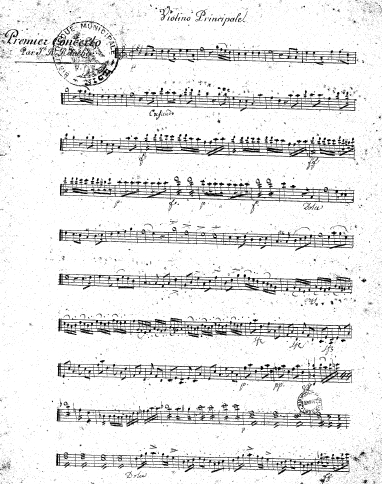
Partition premier violon du concerto pour violon de Rancher

### Enfance et formation
Joseph-Rosalinde Rancher est né le 20 juillet 1785 à Nice. Son père, Joseph, était professeur de chirurgie à l'école secondaire de médecine, mais meurt alors que Joseph-Rosalinde est encore enfant. Celui-ci obtient une bourse pour étudier au Lycée impérial de Marseille où il fait de brillantes études.

### Carrière
Joseph-Rosalinde Rancher commence sa carrière dans l'administration comme employé à l'hôpital militaire d'Alexandrie au Piémont. En 1808, il est inscrit au contrôle de la Toscane et réside à Arezzo où il est admis à l'Académie Pétrarque. En 1812, il est affecté comme contrôleur des contributions directes dans le département de Montenotte, puis à Savone, puis à Alassio. À la chute de l'Empire, il est employé dans une maison de commerce de Livourne, puis rentre à Nice. De 1818 à 1821, il travaille dans une étude d'avocat. Le 15 décembre 1821, il est admis comme écrivain juré au Magistrat suprême du Consulat de commerce et de mer. Il y deviendra sous-secrétaire en 1835, poste qu'il occupera jusqu'à sa mort.

## Œuvres
Féru de culture classique et désireux de trouver une échappatoire à des emplois sans grand intérêt, Rancher compose des poèmes et des chansons en niçois, sa langue maternelle, puis se lance dans une réflexion sur cette langue qualifiée de patois. Il reconnaît la parenté des langues d'Oc et écrit dans la préface de son Fablié Nissart de 1832 : "dans la basse et la haute Provence, et je dirais même jusqu'aux frontières de la Catalogne, la langue est la même qu'à Nice". Afin de démontrer la vitalité de cette langue, il compose et publie en 1823 La Nemaida, parodie de poésie épique en sept chants, puis, en 1830, La Mouostra Raubada.
- Les œuvres de Rancher : Nemaïda, Mouostra Raubada, Fablié. Publication spéciale de la revue des langues romanes, 1954, Imprimerie Barnier,4 rue des Lombards, Nîmes. Notice, Bibliothèques d'Avignon[4]

Rancher est le plus grand écrivain niçois du XIXe siècle et un précurseur de la renaissance félibréenne.

## Compositeur
Poly instrumentiste, Rancher fut aussi compositeur auto qualifié d' "amateur" dans le manuscrit de son concerto pour violon dédié au Comte de Cessole, mécène et ami de Niccolò Paganini, ce dernier étant quasi exactement de la même génération de Rancher et ayant passé ses dernières années à Nice.